# 木川貴幸
木川 貴幸（きがわ たかゆき）は、日本出身のピアニスト。長野県出身。アメリカ合衆国ニューヨーク市在住。欧米ではTaka Kigawaとして活動している。妻は俳人の月野ぽぽな。

## 経歴
長野県諏訪清陵高等学校卒業。信州大学教育学部音楽科卒業。東京学芸大学音楽科修士課程修了。ジュリアード音楽院修士課程修了。スタインウェイ・アーティスト。
ジュリアード音楽院在学中から、ニューヨークを拠点として演奏活動に入る。2010年には、ニューヨークにて行ったリサイタルが、ニューヨーク・タイムズが同年末に掲載した「2010年ベストコンサート」の一つに選出された。
バロック音楽から現代音楽・実験音楽まで様々なジャンルの音楽を演奏している。2013年にはジャズミュージシャンのユセフ・ラティーフが作曲した最後のピアノ独奏曲の世界初演をニューヨークにて行った。
ニューヨーク・タイムズは、「何がタカ・キガワを『現象（phenomenon）』としているかを見極めるのは難しいが、彼が何か特別であることは否定し難い。」と評している。